# Гончар, Андрей Алексеевич
Андрей Алексеевич Гончар — русский художник-график.

## Биография
01.09.1984 г. — родился в городе Махачкала Республики Дагестан.
1996—1999 г. — учёба в художественной школе г. Махачкала.
2004 г. — окончил Дагестанское художественное училище им. М. А. Джемала, отделение декоративно прикладное искусство и народные промыслы.
2008 г.- 2014 г. — Дагестанский государственный педагогический университет, художественно-графический факультет, отделение графики, мастерская доц. Ханмагомедова Ю. М. и Акавова А. Х. Присуждена квалификация «Художник-график» (станковая графика).
2015 г. — Член СХ России
2016 г. — Член правления СХ по РД
2016 г. — Награждён стипендией президента РД
2016 г. — Награждён стипендией министерства культуры РФ

## Выставки
- 2009 г. выставка к Всемирному дню художника (с 8 по 30 декабря) ВО-АРТ при Дагестанском филиале Российского фонда культуры.
- 2010 г. выставка работ студентов и выпускников отделения изобразительного искусства «Института искусств» ДГПУ 1997—2010. (с 9 февраля по 15 марта 2010 г.) «Педагог. Школа. Художник». ДМИИ им. Гамзатовой. Махачкала.
- 2010 г. выставка творческих работ преподавателей и студентов ХГФ ДГПУ. Москва.
- 2010 г. «Фестиваль графики в Царицыно» Государственный музей-заповедник «Царицыно» (15 октября — 28 ноября).
- 2010 г. выставка-конкурс художественное и техническое творчество «Международный форум», «Неделя дружбы студенческой молодежи» ДГПУ. Махачкала.
- 2010 г. Mini Print Испания г. Мадрид.
- 2010 г. выставка «Молодые художники России». Москва.
- 2010 г. межрегиональная выставка молодых художников «Наследие» Всекавказский молодежно-образовательный лагерь Машук.
- 2011 г. выставка «Новых поступлений», Дагестанский музей изобразительных искусств им. П. С. Гамзатовой г. Махачкала.
- 2011 г. выставка «Диалог поколений», в выставочном зале союза художников Дагестана.
- 2011 г. выставка творческих работ «Традиция и современность Дагестан в контексте художественного образования России» Дом правительства Совет федерации. Москва.
- 2011 г. конкурс экслибриса «Дом экслибриса». Москва.
- 2011 г. выставка дагестанских художников гора Каспий в картинной галерее им. А.Кадырова. Грозный.
- 2011 г. министерство образования и науки РФ «Дагестан в контексте художественного общества России», «Традиции и современность» — выставка творческих работ преподавателей и студентов ХГФ ДГПУ.
- 2011 г. «Гора Каспий» Выставка — проект современного искусства Дагестана. Первая галерея. Художественная галерея современного искусства Дагестана. Каспийск.
- 2012 г. выставка пленерных работ дагестанских художников. Выст.зал СХ РД. Махачкала.
- 2012 г. выставка-конкурс «Молодые художники юга России». Ставрополь.
- 2012 г. (5 декабря) «Осенний вернисаж» (К 155-летию г. Махачкалы) Выставка работ дагестанских художников. Выставочный зал СХ РД. Махачкала.
- 2013 г. (16 апреля-16 мая) Два града — две школы. Выставка современной печатной графики. Министерство культуры РД ГБУ «Музей — заповедник — этнографический комплекс „Дагестанский аул“» Дагестанский государственный педагогический университет ХГФ кафедра живописи. Галерея Vagidat.
- 2013 г. (декабрь) II Казанская международная биеннале печатной графики. Государственный музей изобразительных искусств Республики Татарстан.
- 2013 г. (11октября) Выставка книжной графики. Дагестанская книжная графика Тарки-Тау II. Национальная библиотека РД им. Р.Гамзатова, Махачкала.
- 2013 г. (октябрь — декабрь) V Всероссийская триеннале «Рисунок России 2013». Областной художественный музей, Томск.
- 2013 г. (5 декабрь)Международный открытый фестиваль современного искусства художников стран и народов Кавказа «Национальное и современное :Проблемы взаимодействия». Волгоградский музей изобразительных искусств имени И. И. Машкова. Волгоград.
- 2013 г. «Многообразие красок Кавказа». Передвижная выставка изобразительного искусства. Выставочный зал СХ РД г. Махачкала. Министерство культуры РФ.Министерство культуры РД. Автономная некоммерческая организация «Творческое объединение „АРТ-плюс“». ГБУ «Музей-заповедник-этнографический комплекс „Дагестанский аул“». (17-21 декабря — с. Карабудахкент, г. Избербаш, г. Дербент, г. Кизляр, г. Каспийск; 23-28 декабря — с. Кумух, с. Акуша, с. Хунзах).
- 2014 г. Выставка пленерных работ дагестанских художников, «Дагестанские узоры». Выставочный зал СХ РД г. Махачкала
- 2014 г. (15 мая-6 июля) «Россия глазами дагестанских художников. Дагестан глазами российских художники». Государственный центральный музей современной истории России, Москва.
- 2014 г. (5 сентября −7 сентября) Волгоградский Международный фестиваль «АРТ СЛОЙ», Волгоград
- 2014 г. «Дружба народов: традиции и современность». Музей дружбы народов России, Дагестан, Махачкала
- 2014 г. (ноябрь) Выставка дагестанской графики, Галерея современного искусства «Трапеция», Волгоград
- 2014 г. (17 декабря) «Выставка дагестанских художников». Выставочный зал СХ РД, Махачкала
- 2015 г. (май) Выставка «Пленэр», Выставочный зал Союза Художников РД, Махачкала
- 2015 г. Выставка молодых художников «Южный ветер», Выставочный зал Союза Художников РСО-Алания, г. Владикавказ
- 2015 г. Выставка «Дагестанский аул». Выставочный зал Союза Художников РД, Махачкала
- 2015 г. III Казанская международная биеннале печатной графики «Всадник», г. Казань
- 2015 г. Республиканская художественная выставка, посвященная году Литературы-Выставочный зал Союза Художников РД, Махачкала
- 2015 г. Международный конкурс дипломных работ студентов художественных ВУЗов. Москва
- 2015 г. Nord Art 2016 Германия, г. Карлсхютт
- 2015 г. АРТ СЛОЙ 2016. Международный фестиваль изобразительного искусства, г. Волгоград
- 2015 г. Конкурс I Всероссийской молодежной мобильной выставки "Лайнер
- 2016 г. Пятая зональная выставка «Арт Мир» г. Кисловодск, Историко-краеведческий музей «Крепость»
- 2016 г. Выставка молодых художников графиков Дагестана «Экслибрис»
- 2016 г. Триеннале печатной станковой графики. Башкоростан, Уфа.
- 2016 г. I Всероссийская молодежная мобильная выставка, посвященная воссоединению республики Крым и города Севастополь с Россией, Сочи.
- 2016 г. IV Казанская международная биеннале печатной графики. «Человек земля труд». Казань,
- 2016 г. Всероссийская выставка «Молодые художники России», Москва, ЦДХ.
- 2016 г. Всероссийская художественная выставка «ЛИКИ РОССИИ-2016» Архангельск.
- 2016 г. International Ex Libris Competition Varna. Варна, Болгария.
- 2016 г. Юбилейная выставка членов СХ России,

## Книжная графика
- 2013 г. «Гӏалгӏай мотт» Ингушский язык (стихи и сказки), Нальчик, ООО «Тетраграф»
- 2014 г. Агульские пословицы в иллюстрациях, Издательство «Путь», Тбилиси

## Работы в собраниях
- Музей антропологии и этнографии им. Петра Великого (Кунсткамера) Российской Академии наук, г. Санкт-Петербург.
- Дагестанский музей Изобразительных искусств им. П. С. Гамзатовой. г. Махачкала
- Картинная галерея им. А.Кадырова. г. Грозный.
- Дом Графики, Музей Д. А. Ровинского, г. Москва
- Волгоградский музей изобразительных искусств имени И. И. Машкова. г. Волгоград
- Томский областной художественный музей, г. Томск
- Музей дружбы народов России, Дагестан, г. Махачкала
- Государственный музей изобразительных искусств республики Татарстан. г. Казань

## Публикации
- 2010 г. Выставка дагестанских художников. Каталог. г. Махачкала СХ РД
- 2010 г. 30 Mini Print International of Cadaques. Испания. Каталог.
- 2011 г. «Искусство дарить искусство» Бесараб Влада/ Новое дело № 12 от 1 апреля 2011 года.
- 2011 г. «Диалоги на пленэре» Ю. Головешкина Новое дело № 9 от 11 марта 2011 года.
- 2013 г. Мир в картинах молодых художников Кавказа. [Каталог]. — ФГУП «ИПК Грозненский рабочий». Молодежная выставка СКФО в рамках программы Года Музеев Культурной Олимпиады «Сочи 2014». — С. 34.
- 2013 г. Графика. Юг России. XXI век. [Альбом. Автор идеи и составитель В. И. Бегма; Вступительная статья Е. А. Некрасовой.]. -ООО «Акцент-полиграф» Ростов-на-Дону 2013.- С.15, С.57.
- 2014 г. «Многообразие красок Кавказа». Передвижная выставка изобразительного искусства. Каталог выставки. Норма-принт, Махачкала.
- 2015 г. Каталог выставки. Выставка художников Дагестана. «Мир поэзии». ИЦ «Мастер», Составитель — А. Магомедов. Махачкала 2015
- 2015 г. Каталог «Южный ветер». Автор-составитель Ф. Ю. Дзугкоева. Владикавказ. Издательство «Веста» 2015 г. — 170с. : 212ил С.25,С.114, С.140
- 2016 г. 22 Апреля, Газета Дагестанская правда ст 16 «и частичку себя»